# Érythème acral induit par la chimiothérapie
 Mise en garde médicale
L'érythème acral induit par la chimiothérapie, également dénommé érythrodysesthésie palmo-plantaire ou syndrome main-pied, est un syndrome touchant la paume des mains, la plante des pieds ou les deux.
Il se caractérise par l'apparition de rougeurs, d'engourdissements ou de fourmillements et un dessèchement de la peau pouvant aller jusqu'à l'apparition de crevasses et pouvant être très handicapante. C'est un possible effet secondaire réversible de la chimiothérapie. Le syndrome main-pied est plus rarement associé la drépanocytose. Ces changements cutanés sont généralement bien délimités. L'érythème acral disparaît généralement en quelques semaines après l'arrêt du traitement incriminé,.